# 杰济拉州
傑濟拉州（阿拉伯语：الجزيرة），是苏丹的18个州之一，位於該國東部。青尼羅河流經。面积23,373平方千米，人口為2,796,300人（2006年），首府瓦德邁達尼。